# ژوستین دوم
ژوستین دوم یا یوستین دوم (به لاتین: Flavius Iustinus Iunior Augustus، به یونانی: Φλάβιος Ἰουστίνος ὁ νεότερος) (درگذشتهٔ ۴ اکتبر ۵۷۸)، امپراتور بیزانس از ۵۶۵ تا ۵۷۴ بود. او در ۵۷۲ به شاهنشاهی ساسانی حمله کرد اما ایرانیان نه تنها سپاهیان او را عقب راندند بلکه با پیشروی در خاک بیزانس قلعه دارا را نیز به اشغال خود درآوردند. ضربهٔ روحی ناشی از این شکست چنان بود که ژوستین به حال جنون افتاد و همسرش سوفیا و فرمانده‌اش تیبریوس به‌جای او ادارهٔ حکومت را در دست گرفتند.

## زندگینامه

### امپراتوری و آغاز حکومت
ژوستین خواهرزاده و مشاور ژوستینیان یکم، امپراتور وقت بیزانس بود و پس از مرگ دایی اش در نوامبر ۵۶۵ با عنوان ژوستین دوم بر تخت امپراتوری روم شرقی نشست.
ژوستین حکومتش را با پرداخت بدهی‌های دولت، معافیت مالیات‌هایی که زمانشان سر رسیده بود و کاهش هزینه‌ها آغاز کرد. او همچنین برای مدتی در آغاز دوران حکومتش گرایش‌های مذهبی را آزاد گذاشت زیرا امیدوار بود بتواند با تشکیل اتحادیه‌ای از مسیحیان مونوفیزیت (معتقد به تک ذاتی عیسی)، آنها را با کلیسای ارتودوکس متحد سازد. با این حال او در مارس ۵۷۱ به این بردباری مذهبی پایان داد و با تصویب فرمانی علیه مسیحیان مونوفیزیت دستور اعدام یا زندانی‌شدن آنها را صادر نمود.

### سیاست خارجی
ژوستین متحد فرانک‌ها در غرب امپراتوری بود با این حال او نتوانست جلوی ورود لومباردها را به ایتالیا در ۵۶۸ بگیرد و دیری نپایید که بخشی از آن سرزمین برای همیشه از دست رفت.
از سوی دیگر آوارها به‌طور مرتب با حملاتشان مزاحمت‌هایی را برای روم شرقی ایجاد می‌کردند و به‌همین منظور در زمان امپراتور ژوستینیان، او با دادن باج به آنها صلح را خریداری می‌نمود. اما ژوستین تمایلی به ادامهٔ این کار نداشت و هنگامی که آوارها از او درخواست خراج نمودند از این کار امتناع ورزید. در عوض او با ترکان غربی ساکن در آسیای مرکزی پیمان اتحاد بست تا بدین ترتیب برگ برنده‌ای در مقابله با آوارها و ایرانیان داشته باشد. اما علی‌رغم این موضوع ژوستین در لشگرکشیش علیه آوارها که منطقهٔ دانوب را مورد تاخت و تاز خود قرار داده بودند موفق نبود و مجبور شذ تا در ۵۷۱ با آنان پای میز مذاکره بنشیند. سه سال بعد، عهدنامه‌ای بین دو طرف امضا شد که امپراتوری بیزانس را مکلف می‌نمود تا سالانه خراجی را به آوارها بپردازد.
امضای چنین عهدنامه‌ای خشم ترکان غربی را برانگیخت و در ۵۷۶ آنها نه تنها اتحاد خود با بیزانس را شکستند، بلکه حتی یکی از دژهای روم شرقی در کریمه را نیز به اشغال خود درآوردند.

### حمله به ایران و شکست بیزانس
در ۵۷۱ بخشی از ارمنستان که که توسط دولت ایران اداره می‌شد علیه شاهنشاهی ساسانی سر به شورش برداشت و در این راه از امپراتوری بیزانس درخواست یاری نمود. در پاسخ به این درخواست، ژوستین سپاهیانش را به ارمنستان فرستاد و آنها به ایران یورش بردند. اما ایرانیان در مقابل این حمله نه تنها موفق به عقب راندن نیروهای روم شرقی شدند، بلکه خود یورشی را به خاک بیزانس آغاز کرده و موفق به فتح چندین شهر مهم از جمله دژ-شهر دارا در نوامبر ۵۷۳ شدند.
هنگامی که خبر این شکست و سقوط قلعه دارا به ژوستین رسید، ضربهٔ روحی ناشی از آن چنان شدید بود که کار امپراتور را به دیوانگی کشاند و سبب شد تا سوفیا، همسر امپراتور در ۵۷۴ از جانب او وارد مذاکرات صلح با خسرو انوشیروان، شاهنشاه ایران شود.

### سال‌های پایانی و مرگ
با درخواست امپراتریس سوفیا، ژوستین فرماندهٔ خود تیبریوس را به فرزندخواندگی پذیرفت و او را در ۷ دسامبر ۵۷۴ سزار و جانشین خود ساخت. او علی‌رغم آنکه در این مدت هنوز عنوان امپراتور را داشت اما از بیشتر امور کشوری به‌دور بود و ادارهٔ حکومت برعهدهٔ سوفیا و تیبریوس قرار داشت.
ژوستین سپس تیبریوس را در ۲۶ سپتامبر ۵۷۸ به امپراتوری مشترک با خود برگزید و خودش کمی بعد از آن در ۴ اکتبر همان سال درگذشت.